# Adriaan Van Landschoot
Adriaan Van Landschoot (Adegem, 21 april 1948 – Gent, 21 april 2025) was een Belgisch zakenman die sinds begin jaren zeventig actief was in de textielindustrie, maar bij het grote publiek bekend werd als oprichter van Radio Atlantis. Hij was ook producer en manager van artiesten als Petra De Steur, Good Shape en Dream Express. Het Adrivalan Orchestra, het Night of the Proms-koor Fine Fleur en het project ADYA Classic hebben ook succes in het buitenland.

## Levensloop
Adriaan Van Landschoot werd geboren in Heulendonk, een wijk in de Oost-Vlaamse gemeente Adegem. Zijn vader was een producent van houten vaten. Na zijn studies aan het Sint-Vincentiuscollege in Eeklo en het Erasmusinstituut startte hij als boekhouder in een textielbedrijf. Op hun kosten studeert hij verder aan het textielinstituut in Gent. Hij is ook muzikant vanaf zijn dertiende (gitarist) en speelde een aantal jaren in lokaal bekende groepjes waarvan The Mirky's, een boysband avant la lettre, het bekendst was.
Van Landschoot overleed in 2025 op 77 jarige leeftijd.

### Carnaby & Mouse Music
Op 25-jarige leeftijd bezat hij verscheidene boetieks, een platenfirma en een productiemaatschappij (M.M.C.Carnaby en Mouse Music). De kledingboetieks groeiden uit tot de kledingketen Carnaby die op zijn hoogtepunt meer dan 200 werknemers telde. De keten werd halverwege jaren negentig verkocht. Zijn label Mouse Music bestaat nog steeds.

### Piraatzenders
Om zijn producten aan te prijzen, huurde Van Landschoot in 1973 reclamezendtijd en liet hij zijn audioproducties pluggen op Radio Caroline en Radio Noordzee Internationaal. Dit bleek nogal duur te zijn waarop hij besloot een eigen zeezender op te richten.
Op 15 juli 1973 startte de Vlaamse zeezender Radio Atlantis. De studio's bevonden zich in het Nederlandse Oostburg, omdat er in België reeds een anti-zeezenderwetgeving van kracht was. Radio Atlantis haalde in een week tijd veel luisteraars, vooral in België en Nederland. Het avontuur eindigde op 31 augustus 1974, toen ook in Nederland zeezenders niet langer getolereerd werden.
Hij investeerde nog in het tweede zendschip van Radio Mi Amigo (de MS Magdalena) en betaalde voor de vervroegde vrijlating uit een Parijse gevangenis van Sylvain Tack, de oud-eigenaar van Radio Mi Amigo.

### Eurosong
Van Landschoot stuurde in 1977 de Belgisch/Nederlandse groep Dream Express naar het Eurovisiesongfestival in Londen. Het was de eerste keer dat België een Engelstalig nummer inzond. Met A Million in 1,2,3', haalde Dream Express een zevende plaats op 18 deelnemende landen. Dream Express won ook het Sopot festival.
In 1982 stuurde hij zangeres Stella met Si tu aimes ma musique naar het Eurovisiesongfestival in Harrogate. Zij haalde een vierde plaats. Op het World Popular Songfestival in Tokio werd zij ook 4e op 1697 inzendingen.

### Pleitbezorger voor Vlaamse muziek
In 1970 stapte Van Landschoot ook in de lokale politiek van Adegem waar hij bij de gemeenteraadsverkiezingen met zijn eigen partij meteen de meerderheid haalde. Zowel burgemeester, schepenen als OCMW-voorzitter kwamen toen uit zijn partij. In Maldegem na de fusie kwam zijn partij eveneens op, maar zijn partij haalde het niet omdat een tussenpartij met de CVP een coalitie aanging.
Van Landschoot is een pleitbezorger van de Vlaamse muziek. In 1991 drong hij de BRT-televisiestudio binnen om er live tijdens "Het Journaal", achter nieuwslezer van dienst Bavo Claes, de spandoek "Vlaams in de Top 30" te tonen. Van Landschoot wilde daarmee protesteren tegen het feit dat er bij de openbare omroep, nu VRT, geen promotiemogelijkheden waren voor Vlaamse artiesten, en meer in het bijzonder dat er dat Vlaamse muziek werd geweerd uit de toenmalige BRT top 30 terwijl singles van Nederlandse artiesten daarin wel toegelaten werden.
Als producer en manager lanceerde hij zangeres Petra (later bekend als La Sakhra), de mannengroep Good Shape en de boysband 'En zo' met zanger Filip D'Haeze.

### Gepopulariseerde klassieke muziek
Tussen 2000 en 2015 haalde Van Landschoot de hitlijsten met gepopulariseerde klassieke muziek in drie nieuwe albumprojecten: eerst met Dreamlovers (3 Nr. 1 Albums), daarna met het Adrivalan Orchestra en tot slot met ADYA Classic. In die 15 jaar produceerde hij 25 albums waarvan 24 de top 10 haalden, 6 top 3, 7 werden nummer 1, 7 goud en 4 platina.
In 2001 verscheen het eerste album van Adrivalan Orchestra. Het album bevatte evergreens die gebracht werden door een symfonisch orkest, zoals Strangers in the Night, Gigi l'amoroso en Please Release Me. Het eerste album haalde de eerste plaats in de Belgische hitparade en kreeg dubbel platina. Sindsdien verschenen nog de albums Top Classics II (2002) en 40 Top Classics III (2004). Beide albums haalden de top 10 van de hitlijsten. In 2005 bracht Van Landschoot de verzamelaar Best of Classics uit. Van de albums van het Adrivalan Orchestra werden samen een half miljoen exemplaren verkocht.
Na de uitgave van Top Classics III in 2004 begon Van Landschoot te werken aan het muzikale crossover-project ADYA. Met een eigen symfonieorkest onder de artistieke leiding van dirigent Edwig Abrath voorziet producer Van Landschoot samen met geluidstechnicus Phil Sterman klassieke melodieën van onder meer Beethoven, Mozart en Johann Sebastian Bach van eigentijdse arrangementen en een moderne beat. Op die manier slaagde hij erin 'moeilijke' tot easy listening omgevormde klassieke muziek toegankelijk en geliefd te maken bij een breed publiek. Het project ontleende zijn naam aan het acroniem gevormd door de voornamen van hemzelf (ADriaan) en zijn dochter YAsmin. De albums ADYA Classic I (2006) en ADYA Classic II (2007) haalden de eerste positie in de Belgische albumlijsten. De albums werden uitgebracht in ruim 60 landen. In Nederland stond ADYA Classic I vijftien weken in de Album Top 100. De doorbraak komt echter in de zomer van 2011 in Duitsland/Oostenrijk/Zwitserland waar een joint venture met het Duitse platenlabel Starwatch Music en platenmaatschappij Warner resulteert in wekenlange nr. 1 posities in de hitparades van deze landen. In Duitsland en Zwitserland verkoopt ADYA snel goud en ook ADYA Classic 2 gaat zomer 2012 na een paar giga TV shows richting top.
Op 28 juni 2013 verscheen Adya Classic III. Dat album was goed voor een gouden plaat in België en haalde de derde plaats in de Vlaamse Album Top 200. ADYA & Manuel Palomo of ADYA met zang wordt als zijsprong een absolute topper, maar werden drie weken van de nummer 1 gehouden door de nog succesvollere Stromae. Ook in Centraal Europa is ADYA Classic III en ADYA & Manuel Palomo een groot succes als wekenlange nummer 1 in de klassieke charts en vele weken in de internationale top 100.
In 2015 komt het album ADYA & Fadim uit. Fadim (°1995) is een zanger uit Vliermaal die Nederlandstalige Popclassics brengt en de Beste Doorbraak trofee won tijdens het Gala van de Vlaamse Muziek. Het album ADYA & Fadim haalde een 9de plaats in de Albumlijst van Ultratop en bleef 18 weken staan in de lijst van bestverkochte albums in Vlaanderen.
ADYA Classic 4 haalde de eerste plaats in de Classic Albums-lijst van Ultratop, blijft daar 9 weken staan en staat wekenlang in de internationale top 10. In het jaaroverzicht van 2017 eindigde ADYA Classic 4 op de eerste plaats als bestverkochte klassieke album.
Met de digitale release van zijn laatste ADYA-single 'testament' op 30 oktober 2020 sloot Adriaan Van Landschoot zijn muzikale beroepsloopbaan als producer af.

### Chanel
Op aandringen van Karl Lagerfeld sloot Van Landschoot in juli 2016 een lucratief contract met het Franse modehuis Chanel om het oude nummer 'Ca Va!!' te gebruiken voor de promotiecampagne van de haute-couture-herfst-wintercollectie 2016/2017. Het uptempo-nummer 'Ca Va!!', geschreven door producer Rudi De Keyser en reeds in 1981 door Van Landschoot uitgebracht onder de artiestennaam PILOU, kende aanvankelijk vooral in de Franstalige landen een bescheiden succes in discotheken en nachtclubs. In 2016 was het heropgeviste nummer wereldwijd te horen in de winkels van Chanel, in videoclips, reclamespotjes en billboards in de wereldsteden.

## Onderscheidingen
- In 1974 kreeg Van Landschoot de Brabo Trofee van het Vlaamse muziekblad Hitorama om zijn inzet voor de Vlaamse Muziek.
- Ontving in Duitsland de RTL/UNESCO Löwe (Gouden Leeuw) 1995 voor zijn succes met Good Shape.
- Van Landschoot won in 2008 de Life Time Achievement Award Radio 2008, een prijs van Radio Visie. Deze prijs wordt toegekend aan een Vlaming die minstens een kwarteeuw actief is in de Vlaamse radiosector en een grote invloed heeft gehad op de ontwikkeling van radio in Vlaanderen. De winnaar dient internationale bekendheid te genieten. De vorige winnaar van de prijs was Michel Follet.
- Was in 2012 met ADYA in Berlijn twee keer genomineerd voor de ECHO Awards (Duitse Grammy's).
- In 2013 werd ADYA als International Crossover Artist opnieuw genomineerd voor de ECHO Awards in Berlijn.[12] Van Landschoot ontving tijdens deze ECHO Awards zijn derde gouden plaat uit handen van Jimmy Page (gitarist van Led Zeppelin).[13]

## Trivia
- In 1976 en 1977 haalde Van Landschoots nieuwe woning in Franse renaissance-stijl in Adegem de nationale pers. Het gebouw leek onbedoeld een kopie te zijn van het beroemde Witte Huis in Washington.[14]
- Sinds 2003 woont Van Landschoot aan de boorden van de Leie in Drongen-Baarle waar hij een villa bouwde volgens de Feng Shui-methode.
- In november 2008 eiste Van Landschoot dat de meidengroep Ladies First uit het televisieprogramma X Factor van naam moest veranderen omdat hij al een patent had op die naam. Sindsdien heet de groep Lady-Like.
- Op 24 november 2009 werd Van Landschoot bestuurder van Sabam.[15]